# Edinburg, North Dakota
Edinburg är en ort i Walsh County i delstaten North Dakota, USA.